# برايان غراهام (لاعب كرة قاعدة)
برايان غراهام (بالإنجليزية: Brian Graham)‏ هو لاعب كرة قاعدة أمريكي، ولد في 9 أبريل 1960.